# 弓削達
弓削 達（ゆげ とおる、1924年3月31日 - 2006年10月14日）は、日本の歴史学者。専攻は古代ローマ史。東京大学名誉教授、フェリス女学院大学名誉教授。経済学博士。元日本学術会議会員。キリスト教徒。
フリーライターの弓削康史は長男で、その妻は元国連開発計画駐日代表兼総裁特別顧問の弓削昭子。

## 経歴
東京府出身。旧制麻布中学校を経て、1941年（旧制）東京商科大学（現：一橋大学）予科入学、1947年東京商科大学卒業。指導教授は上原専禄。1966年、一橋大学経済学博士。
大学在学中、学生自治会の委員長を務め、韮沢忠雄（のちに日本共産党赤旗編集局長）、岡稔（のちに一橋大学教授）、佐藤定幸（のちに一橋大学名誉教授）、荒川弘（のちに産経新聞論説委員）ら、日本共産党シンパが参加していた民主主義科学研究会（民研）が自治会を牛耳っているとして批判し、中道左派的自治を呼びかけた。そのような中、民研は解散し社会科学研究会へと改組された。
青山学院大学講師、神戸大学講師を経て、1958年神戸大学文学部助教授、1966年東京教育大学文学部助教授、1974年東京大学教養学部教授、1984年定年退官、名誉教授、神奈川大学短期大学部教授。1986年から一年間、東洋英和女学院短期大学で講師。1988年から1996年までフェリス女学院大学学長。
2006年、肺炎のため82歳で死去。指導学生に本村凌二（東京大学名誉教授）など。

## 社会活動など
- 百万人署名運動の呼びかけ人である。
- 東京教育大学時代の1969年、討論会で同大の筑波大学への移転について反対を表明[要出典]。筑波大学への異動を拒否し、東京大学に迎えられた[要出典]。
- 護憲論者・天皇制廃止論者としても知られ、1990年の天皇即位に伴う大嘗祭に反対して元右翼団体幹部に自宅を銃撃された。これに対して、上智大学（キリスト教系だが、大嘗祭に反対していない）の渡部昇一から、「反大嘗祭運動 キリスト教系私学は補助金を返上せよ」という論文で批判される[10]。
- 首相の靖国神社参拝や住民基本台帳ネットワークを違憲と主張していた。

## 発言
- 「日米安保条約の目的は、アメリカのアジアにおける政治、経済での覇権主義、帝国主義のために日本と結んだ軍事同盟」
- 「日本の平和と安全のために同条件が必要だと納得させるため、アメリカは共産中国やソ連脅威論で、日本の敵国を作り、日本国民を洗脳してしまった。ソ連消滅後は、新たな脅威国として、北朝鮮についてまことしやかに喧伝されている」
- 「北朝鮮のノドン試射実験も僅か2、3発で、実験は中止された。日本への軍事的侵略の政治的意図があるとは思えず、アメリカが仮想敵国としてでっちあげた。中台危機も尖閣諸島問題もアメリカのでっちあげである」

以上全て『平和のための戦争展かながわ―昔も今も基地神奈川主催1998年8月15日講演会本土防空戦に参加した台湾少年工』にて。

## 著書
- ローマ帝国の国家と社会（岩波書店 1964年）
- ローマ帝国論（吉川弘文館 1966年）
- 地中海世界（講談社現代新書 1973年）のち講談社学術文庫
- 世界の歴史 5 ローマ帝国とキリスト教（河出書房新社 1974年）のち河出文庫
- 生活の世界歴史 4 素顔のローマ人（河出書房新社 1975年）のちに河出文庫
- 世界の歴史 3 永遠のローマ（講談社 1976年）のち講談社学術文庫
- 地中海世界とローマ帝国（岩波書店 1977年）
- 明日への歴史学 歴史とはどういう学問か（河出書房新社 1984年）
- ローマ皇帝礼拝とキリスト教徒迫害（日本基督教団出版局 1984年）
- アグリッピーナ物語（河出文庫 1985年）
- 歴史学入門（東京大学出版会 1986年）
- 歴史家と歴史学（河出書房新社 1987年）
- ローマはなぜ滅んだか（講談社現代新書 1989年）
- 世界の都市の物語 5 ローマ（文藝春秋 1992年、文春文庫 1999年）
- 歴史的現在をどう生きるか（岩波ブックレット 1992年）
- 21世紀に平和を（岩波ブックレット 1993年）
- 平和の景色 私の原点（岩波書店 1995年）
- 憲法九条は国際政治に無力か（かもがわブックレット 1996年）

## 共著・共編著
- 古典古代の社会と国家（伊藤貞夫共編 東京大学出版会 1977年）
- 地中海世界（有斐閣新書 1979年）
- 古代シチリア紀行（弓削二三子共著 河出書房新社 1980年）
- ギリシアとローマ 古典古代の比較史的考察（伊藤貞夫共編 河出書房新社 1988年）
- 精神と自由 より人間らしく生きるために（森井真共著 オーロラ自由アトリエ 1992年）

## 翻訳
- 聖書の「真理」の性格 出会いとしての真理（エミール・ブルンナー 日本基督教青年会同盟 1950年）
- 古代社会経済史 古代農業事情（マックス・ウェーバー 渡辺金一共訳 東洋経済新報社 1959年）
- ローマ帝国の没落（チェインバース編 創文社 1979年）
- 初期ビザンツ社会 構造・矛盾・緊張（F.ティンネフェルト 岩波書店 1984年）